# Scherzo phantastick
Scherzo phantastick is een compositie van Frank Bridge. Hij voltooide het op 8 juli 1901. Het is een werk uit zijn studieperiode aan de Royal College of Music. Voor een studiewerk moest het relatief lang wachten voordat het voor een eerste keer werd uitgevoerd aan dat opleidingsinstituut op 27 juni 1907. Later werd dit scherzo eerst door Bridge zelf en weer later door Bridgekenner Paul Hindmarsh bewerkt tot een werk voor strijkorkest. Bridge had wel zin in een grapje. Aan het eind van het originele werk is een nies te horen, in de originele opzet moest de eerste violist zijn partij uit steeds andere delen van de zaal spelen en uiteindelijk op de galerij (dus buiten de zaal) belanden.

## Discografie
- Uitgave Naxos: Northern Sinfonio o.l.v. David Lloyd-Jones (strijkorkest)